# Sanyuan
Sanyuan (三原县,  Sānyuán Xiàn) ist ein Kreis, der zum Verwaltungsgebiet der bezirksfreien Stadt Xianyang in der chinesischen Provinz Shaanxi gehört. Die Fläche beträgt 577,1 Quadratkilometer und die Einwohnerzahl 357.250 (Stand: Zensus 2020). 1999 zählte Sanyuan 388.582 Einwohner.
Im Kreisgebiet befinden sich der Stadtgott-Tempel von Sanyuan (三原城隍庙, Sānyuán chénghuángmiào), die Tang-zeitliche Grabanlage Yongkangling (永康陵, Yǒngkānglíng), und die Hongdao-Akademie (宏道书院, Hóngdào shūyuàn) aus dem Jahr 1938, die auf der Liste der Denkmäler der Volksrepublik China stehen.